# Schoolbank

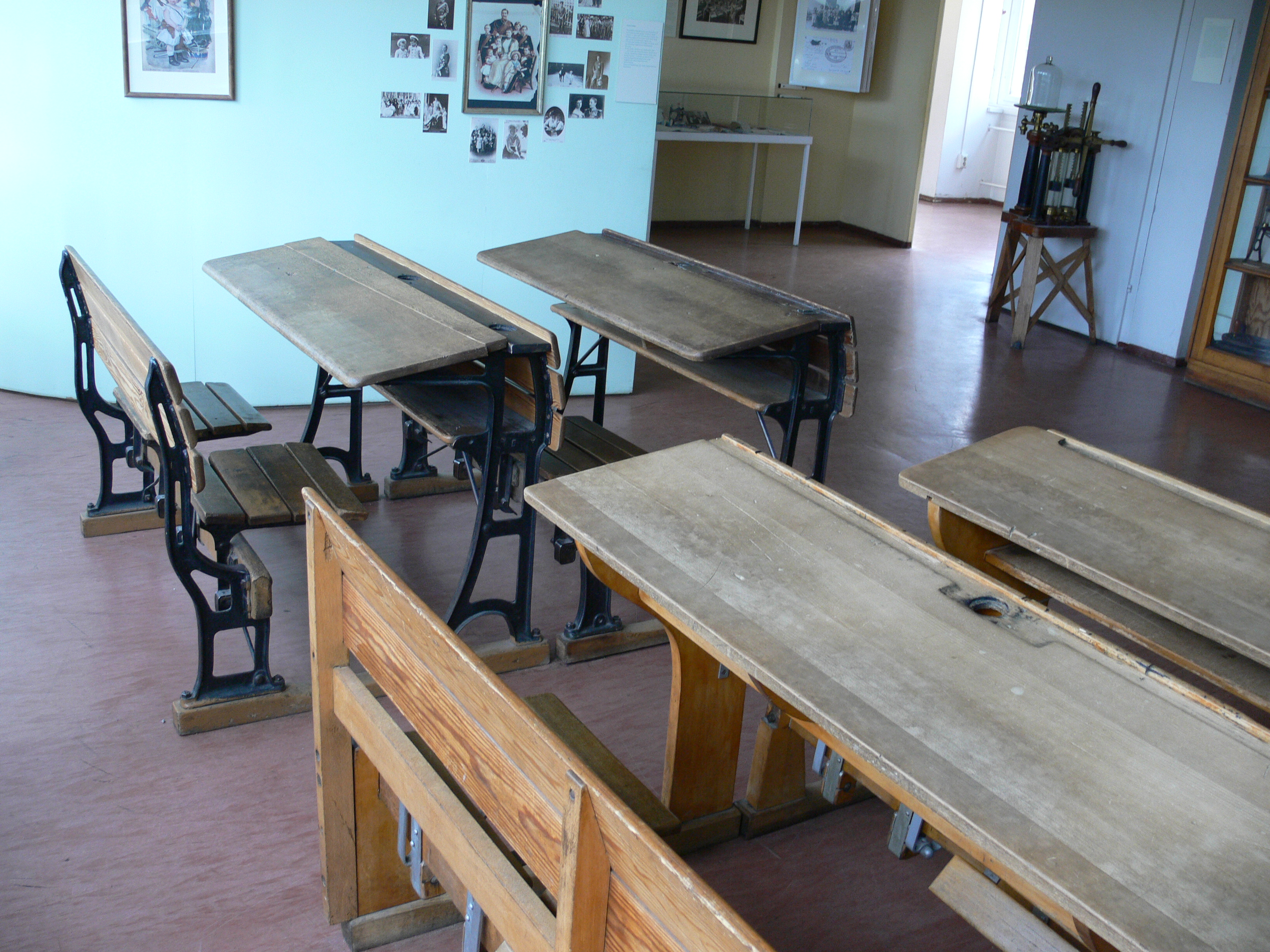
Historisch klaslokaal met schoolbanken

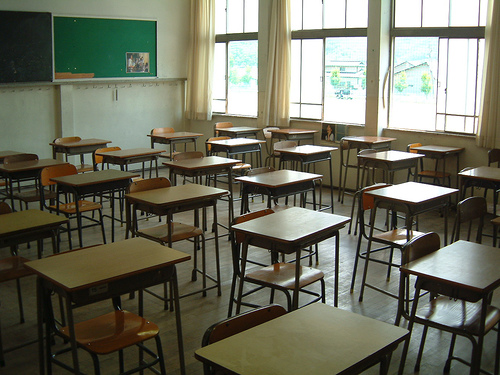
Tegenwoordige schoolbank

Een schoolbank is een meubelstuk dat wordt gebruikt op scholen.
'Vroeger' bestond een schoolbank uit een twee- of meerpersoons zitbank van hout, gecombineerd met een tafelblad. Onder dit blad was vaak een vak aangebracht waarin de boeken, schriften en persoonlijke zaken werden opgeborgen. In de tijd dat er op school geschreven werd met een kroontjespen was in het blad meestal ook een inktpot opgenomen.
'Tegenwoordig' wordt met een schoolbank meestal slechts het tafeltje bedoeld, eventueel voorzien van opbergkastje, waaraan leerlingen zitten en werken gedurende de lessen. Daarbij zijn dus losse stoelen nodig. Zo'n bank heeft L-vormige poten, zodat de leerling geen last heeft van de tafelpoot als hij op de stoel gaat zitten.
Op hogescholen en universiteiten wordt meestal gesproken van collegebanken.

SchoolBANK.nl is ook een online ontmoetingsplaats voor oud-schoolgenoten, jeugdliefdes, dienstmakkers en schoolvrienden.